# Aaron Holiday
Aaron Shawn Holiday (ur. 30 września 1996 w Ruston) – amerykański koszykarz, występujący na pozycji rozgrywającego, od 2023 zawodnik Houston Rockets.
W 2014 zdobył złoty medal podczas turnieju Nike Global Challenge. Rok wcześniej zajął czwarte miejsce podczas imprezy Adidas Nations.
Pochodzi z koszykarskiej rodziny. Jego dwaj starsi bracia - Justin i Jrue są także koszykarzami NBA.
6 sierpnia 2021 trafił w wyniku wymiany do Washington Wizards. 10 lutego 2022 został wytransferowany do Phoenix Suns. 6 lipca 2022 dołączył do zespołu Atlanty Hawks. 10 lipca 2023 został zawodnikiem Houston Rockets.

## Osiągnięcia
Stan na 20 września 2023, na podstawie, o ile nie zaznaczono inaczej.
NCAA
- Uczestnik rozgrywek:
  - Sweet 16 turnieju NCAA (2017)
  - turnieju NCAA (2017, 2018)
- Zaliczony do:
  - I składu:
    - Pac 12 (2018)
    - defensywnego Pac 12 (2018)
    - turnieju Pac 12 (2018)

  - III składu All-American (2018 przez Sporting News)
  - składu All-American honorable mention (2018 przez Associated Press)
- Zawodnik tygodnia konferencji Pac-12 (25.12.2017, 19.02.2018, 5.05.2018)